# ステミレイツ
ステミレイツは日本のガールズバンド、YouTuber。音楽レーベルDream ARK所属。ステミレイツは2022年6月4日にyoutubeへの動画投稿を開始。当時のプロデューサーはボンボンTVえっちゃん。

## 概要
プロデューサーえっちゃんによるガールズバンドオーディションを経て結成された。えっちゃんによってつけられたステミレイツという名前は刺激的なという意味の言葉である。ステミレイツは2022年6月4日『ステミレイツはじめました⚡️⚡️』をYouTubeにて公開し活動を開始した。
2024年5月7日までYouTubeの毎日投稿を行っていた。ファンネームは『ボルト』。
2022年
- 6月4日 初投稿 『ステミレイツはじめました⚡️⚡️』にてYouTubeデビューを果たす
- 11月12日 『刺激』のMVをYouTubeにて公開

2023年
- 3月15日 『追求』のMVをYouTubeにて公開
- 5月7日 『dream walker』のMVをYouTubeにて公開
- 6月18日 『イナズマ』のMVをYouTubeにて公開
- 7月15日 ステミレイツ 1stライブ『10万ボルト』を開催
- 7月30日 『えつぷれ。Vol.1』に出演
- 9月11日 『TWILIGHT』のMVをYouTubeにて公開
- 9月12日 YouTubeにてメンバーのMIONの脱退を報告
- 10月14日 ステミレイツ 2nd ワンマン『轟雷リベレーション』を開催
- 12月28日 『ステミレイツ 2023 大忘年会』を開催

2024年
- 1月8日 『EVOL AI』のMVをYouTubeにて公開
- 2月25日 川崎CLUB CITTA'から全国ツアー『STORMBREAKER JAPAN TOUR』をスタート
- 3月23日 全国ツアー福岡公演を開催
- 3月30日 全国ツアー仙台公演を開催
- 4月20日 全国ツアー岡山公演を開催
- 4月21日 全国ツアー京都公演を開催
- 5月7日 YouTubeにて毎日投稿の終了を報告
- 5月11日 全国ツアー埼玉公演を開催
- 5月29日 YouTubeにてメンバーの「あやのん」と「ごみちゃん」が6月22日のLIVEをもってグループからの脱退を発表

新メンバーの募集を開始
- 6月1日 全国ツアー名古屋公演を開催
- 6月22日 全国ツアー金沢公演を開催し全国ツアーを完走した
- 6月28日 『あやのんごみちゃん送別会生放送！』をもって2人が脱退
- 7月1日 新メンバー候補との対面形式でのオーディション動画の公開を開始
- 7月2日 ドラム担当の「さきてぃ」の加入を報告
- 7月6日 キーボード担当の「ハノン」の加入を報告
- 7月20日 デスボ担当の「かなち」の加入を報告
- 7月25日 YouTubeにて新メンバーの募集を終了することを発表
- 8月3日 『Antimental』のMVをYouTubeにて公開
- 8月4日 『ステミレイツ復活祭 「LIGHTNING REBIRTH」』を開催
- 8月9日 NEW TOUR『ステミレイツ DAWN OF MAYHEM』の開催を発表
- 9月25日 ステミレイツの活動休止と予定されていたLIVEの中止を発表
- 10月5日 ステミレイツ復活祭のライブDVDの発売を発表
- 11月28日 メンバーの「ゆきっぺ」の脱退をX（旧Twitter）にて発表

2025年
- 3月30日 レーベルより『Dream SPARK 2025』への出演が発表
- 5月3日 メンバーの「ハノン」が脱退を発表
- 6月8日 ゲストボーカルに「ひなかみお」を迎え『ZENTSUPPA』のMVをYouTubeにて公開